# Mukoděly

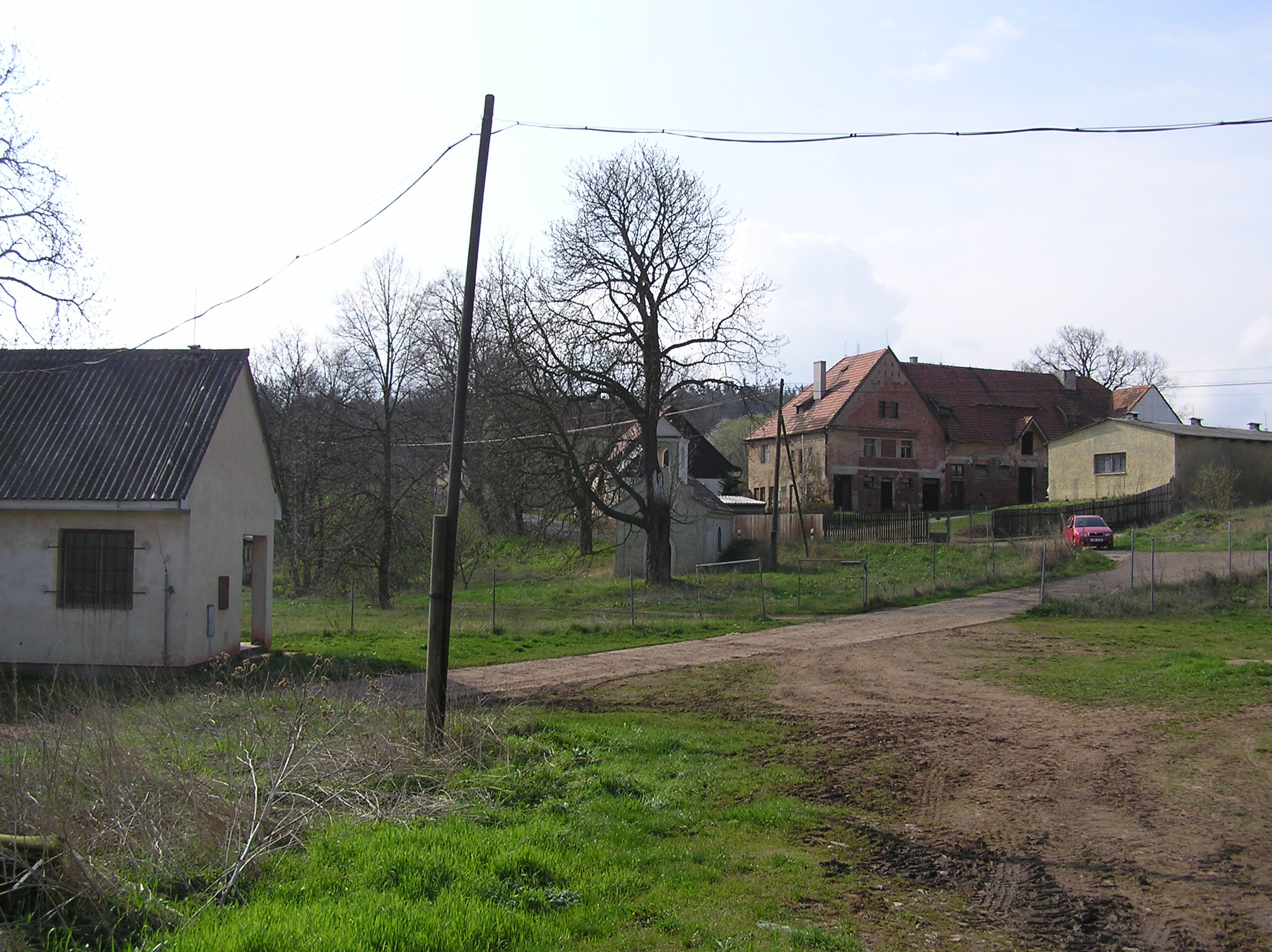
Dorfplatz

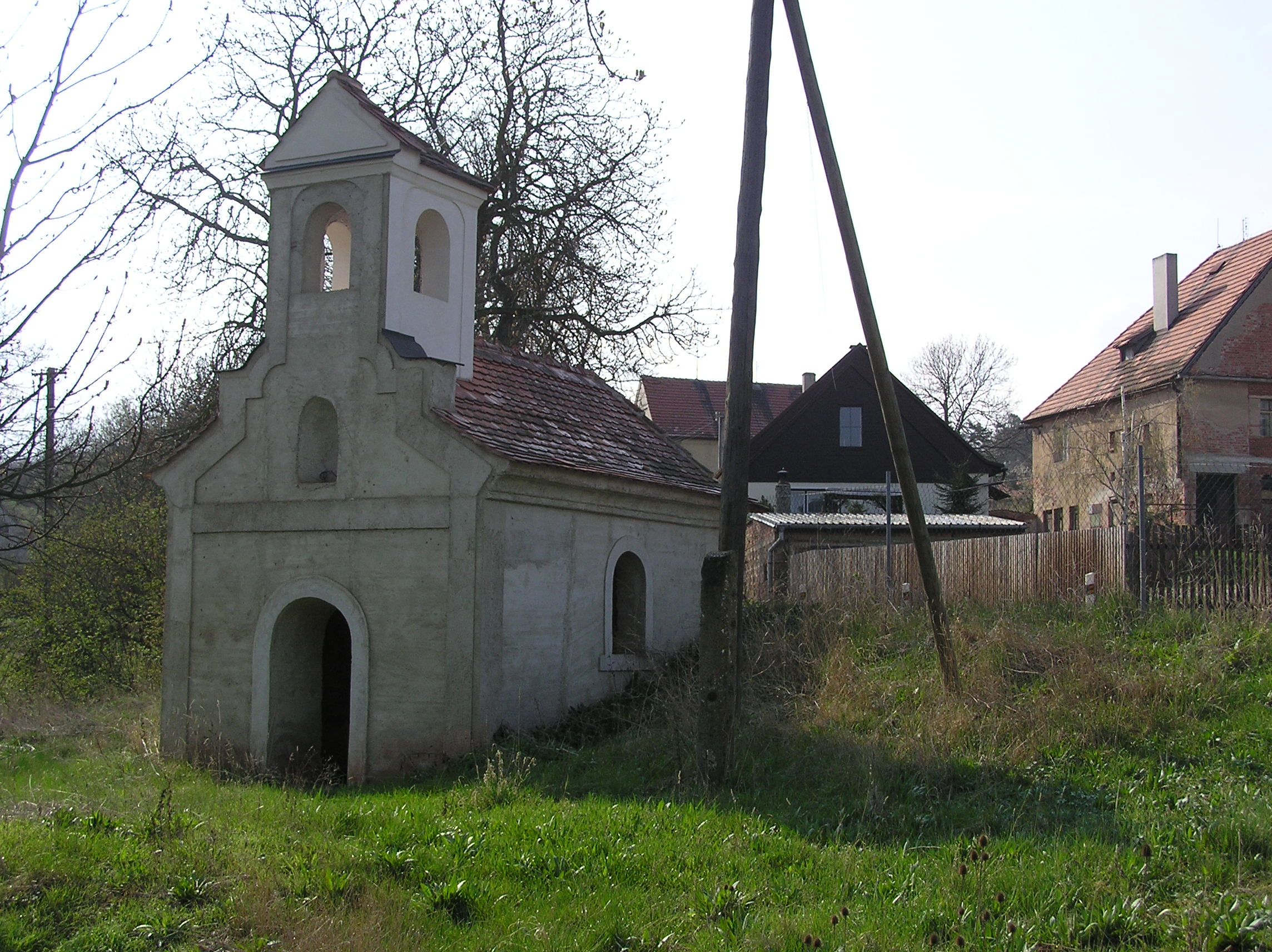
Kapelle

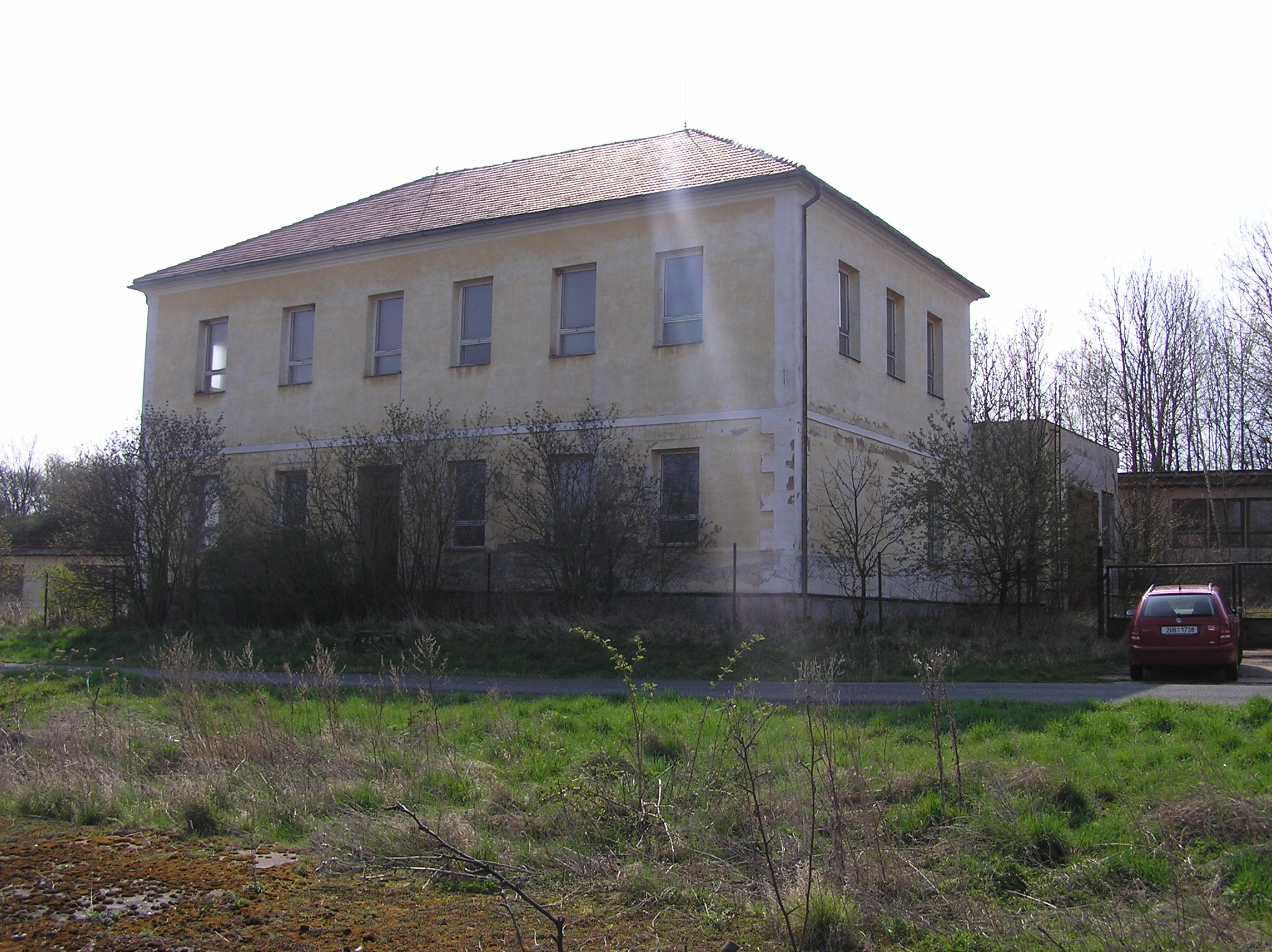
Ehemaliges Schulgebäude

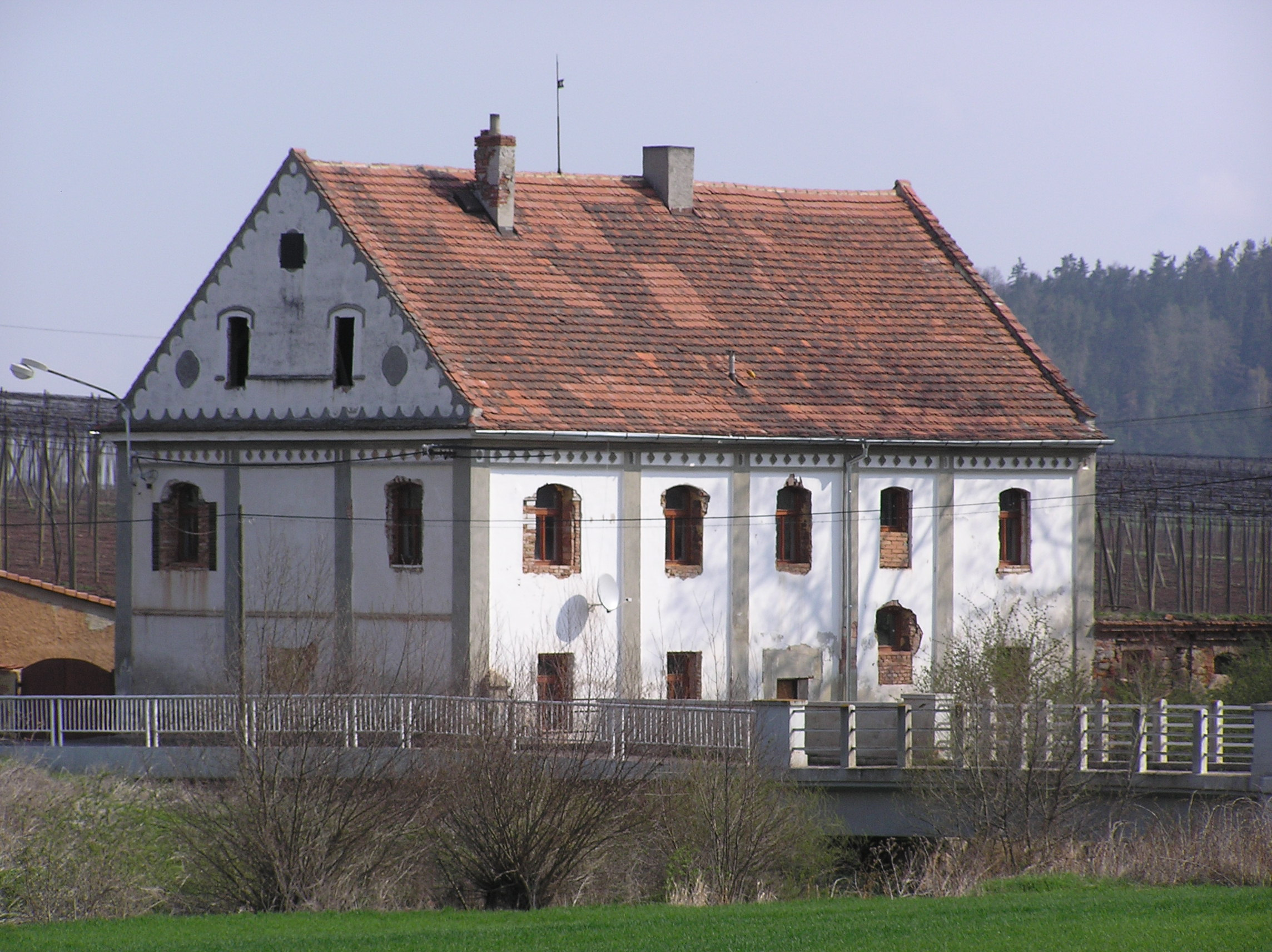
Mühle

Mukoděly (deutsch Mokotil) ist ein Ortsteil der Stadt Vroutek (Rudig) in Tschechien. Er liegt vier Kilometer südöstlich von Vroutek und gehört zum Okres Louny.

## Geographie
Mukoděly erstreckt sich rechtsseitig des Baches Blšanka (Pribenzer Bach) in der Rakovnická pahorkatina (Rakonitzer Hügelland).  Östlich erhebt sich die Klíčovka (Klischowka; 398 m n.m.), im Südosten die Spáleniště (Brenteberg; 398 m n.m.) und westlich der Kapucínský vrch (407 m n.m.). Über die Hügel östlich und südlich des Dorfes ziehen sich zwei leichte Befestigungslinien des Tschechoslowakischen Walls.
Nachbarorte sind Kryry (Kriegern), Strojetice (Strojetitz) und Březnice (Pschesnitz) im Nordosten, Nový Mlýn (Neumühle) im Osten, Černčice (Tschentschitz) und Petrohrad (Petersburg) im Südosten, Stebno (Steben) und Malměřice (Alberitz) im Süden, Ležky (Leschkau) und Přibenice (Pribenz) im Südwesten, Drahonice (Drahenz) und Vesce (Wes) im Westen sowie Vidhostice (Widhostitz) und Vroutek im Nordwesten.

## Geschichte
Die erste schriftliche Erwähnung von Mukoděly erfolgte im Jahre 1399. Der Ortsname, der mit Mehlmacher übersetzt werden kann, deutet darauf hin, dass der Ursprung des an einem alten Handelsweg von Saaz nach Pilsen gelegenen Dorfes in einer Mühle lag, die an der Hausstelle čp 1 gestanden war. Die Konskriptionsnummer 2 trug ein Wirtshaus und die 3 eine Schmiede; dies lässt vermuten, dass Mukoděly als Ansiedlung von Handwerkern entstanden ist.
Mukoděly gehörte ursprünglich zum Gut Leschkau. Ab 1654 war das Dorf nach Lubenz eingepfarrt, wo auch der Schulunterricht erfolgte. Die Gründung des Meierhofes soll durch die Freiherren von Wallis auf den Fluren von vier gelegten Bauernhöfen, deren Besitzer ihre Verpflichtungen gegenüber der Herrschaft unvollständig entrichtet hatten. 1756 veräußerten die Freiherren von Wallis das Gut Leschkau an den Saazer Kreishauptmann Wenzel Kager von Stampach, der es mit der Familienfideikommissherrschaft Linz vereinigte. Weitere Besitzer waren ab 1761 der General Karl Kager von Stampach und ab 1765 der spätere Prager Oberstburggraf und Gubernialpräsident Franz Wenzel Reichsgraf Kager von Stampach. Die alte Mühle wurde wahrscheinlich beim Hochwasser von 1770 zerstört. Im Jahre 1785 wurde das Dorf der Pfarrei Widhostitz zugeordnet. 1787 bestand Mokotill aus 27 Häusern. 1804 erbte Wenzel Reichsgraf Kager von Stampach und 1814 dessen Bruder Johann die Herrschaft. Nach dem Tode von Johann Reichsgraf Kager von Stampach wurde 1830 dessen Schwester Maria, verheiratete Pachta von Rayhofen zur Fideikommisserbin.
Im Jahre 1845 bestand das im Saazer Kreis gelegene Dorf Mokotil aus 29 Häusern mit 166 deutschsprachigen Einwohnern. Im Ort gab es einen herrschaftlichen Meierhof, nördlich lag eine dominikale Schäferei. Pfarrort war Widhostitz, die Begräbnisse erfolgten in Přibenz. Bis zur Mitte des 19. Jahrhunderts blieb Mokotil der Fideikommissherrschaft Linz untertänig.
Nach der Aufhebung der Patrimonialherrschaften bildete Mokotil / Mukoděly ab 1850 eine Gemeinde im Gerichtsbezirk Podersam. Ab 1868 gehörte Mokotill zum Bezirk Podersam. Im Jahre 1869 bestand das Dorf aus 33 Häusern und hatte 215 Einwohner. Auf Initiative des Landtagsabgeordneten Franz Albl wurde 1898 ein einklassige Volksschule für Mokotil und Przibenz gebildet und im selben Jahre für 16.000 Kronen ein Schulgebäude in Mokotil errichtet. Im Jahre 1900 hatte Mokotil 281 Einwohner, 1910 waren es 278. Außerhalb des unregelmäßigen Dorfes befanden sich die zum Meierhof gehörige Schäferei und eine Ziegelei. Haupterwerbsquellen bildeten der Anbau von Hopfen und Getreide, der Obstbau und die Viehzucht. Hochwasser der Blšanka verursachten in den 1834, 1852, 1872, 1897 und 1901 Schäden in dem Dorf. Die Schule wurde noch bis 1901 als Außenstelle der Widhostitzer Schule geführt; zwei Jahre nach der Erlangung der Selbständigkeit wurde mit einer zweiklassigen Schule der Unterricht begonnen. Nach dem Ersten Weltkrieg zerfiel der Vielvölkerstaat Österreich-Ungarn, Mokotil wurde 1918 Teil der neu gebildeten Tschechoslowakischen Republik. Beim Zensus von 1921 lebten in 52 Häusern der Gemeinde Mokotil 282 Personen, darunter 238 Deutsche und 43 Tschechen. 1930 lebten in den 50 Häusern der Gemeinde 232 Personen. Nach dem Münchner Abkommen wurde Mokotil im Oktober 1938 dem Deutschen Reich zugeschlagen und gehörte bis 1945 zum Landkreis Podersam. 1939 hatte die Gemeinde 225 Einwohner. Nach dem Ende des Zweiten Weltkrieges kam Mukoděly zur wiedererrichteten Tschechoslowakei zurück. Nach der Aussiedlung der meisten deutschen Bewohner wurde die Gemeinde mit Tschechen wiederbesiedelt. 1950 lebten in den 46 Häusern von Mukoděly 101 Personen. Bei der Gebietsreform von 1960 erfolgte die Aufhebung des Okres Podbořany, Mukoděly wurde Teil des Okres Louny. Im selben Jahr erfolgte die Eingemeindung nach Vidhostice. Seit den 1960er Jahren sank die Einwohnerzahl deutlich; 1961 hatte das Dorf 117 Einwohner und 1970 nur noch 35. Am 1. Juli 1978 wurde Mukoděly nach Vroutek eingemeindet. Beim Zensus von 1991 lebten in den 19 Häusern von Mukoděly acht Personen. 2011 hatte das Dorf 12 Einwohner und bestand aus 10 Wohnhäusern.

## Ortsgliederung
Der Ortsteil Mukoděly bildet einen Katastralbezirk.

## Sehenswürdigkeiten
- Kapelle auf dem Dorfplatz
- Gehöft Nr. 22 mit kubistischer Fassadengestaltung

## Persönlichkeiten
- Franz Albl (1849–1912), österreichischer Landwirt und Politiker